# Селлинг, Сергей Александрович
Сергей Александрович Селлинг (9 сентября 1890 — 23 сентября 1919, Петроград) — старший штурман линейного корабля «Петропавловск», расстрелян в 1919 году по подозрению в участии в подготовке восстания форта «Красная Горка».

## Биография
- В 1908 выпускник Воронежского кадетского корпуса.
- В 1911 закончил Морской корпус. Произведён в мичманы[3].
- 6 декабря 1915 произведён в лейтенанты линейного корабля «Петропавловск»[4].

После октября 1917 года остался в Петрограде, служил в РККА. С осени 1918 член организации «Великая Единая Россия» в Петрограде.
Восстание в форте «Красная горка» началось ранним утром 13 июня 1919. Уже в тот же день линкор «Петропавловск» возглавил отряд кораблей, участвовавших в беспрецедентной «артиллерийской дуэли» (выражение главы восставших Н. М. Неклюдова) с фортом. Два линкора «Петропавловск» и «Андрей Первозванный» выпустили по форту 738 снарядов калибра 12 дюймов и 408 снарядов калибра 8 дюймов:179, то есть всего сделали 1146 выстрелов. Таким образом, линкор «Петропавловск» играл ключевую роль в подавлении восстания. В чём состояла подготовка к восстанию, проведённая Селлингом, остаётся неясным.
11 июля 1919 опубликовано сообщение об аресте.
23 сентября 1919 года расстрелян большевиками в Петрограде, как «член организации, подготовлявшей восстание в районе морской крепости Кронштадт».

## Семья
- Брат — Георгий Александрович Селлинг,  21 июля 1914 года призван по мобилизации из запаса армейской кавалерии. Ранен, 20 марта 1915 года на излечении в киевском госпитале, 22 апреля 1915 - в Кауфманском госпитале в Ковеле, выбыл в отпуск вглубь России. 26 марта 1916 в киевском лазарете с острой зубной болью, убыл в свою часть[9]
- Брат? — Константин Селлинг, корнет в Вооружённых сила Юга России вплоть до эвакуации Крыма. Эвакуирован на пароходе "Цесаревич Георгий" в Бизерту, с марта 1922 года в лагере Надор в Корниловском ударном полку[9].